# Iler Melioli
Iler Melioli (Reggio Emilia, 1949) è un artista visivo italiano attivo dai primi anni Ottanta nell'ambito del neo-minimalismo.

## Biografia
Nei primi anni Ottanta intraprende uno studio sulle poetiche neobarocche e consolida un rapporto di collaborazione con Severo Sarduy. L’incontro con il noto scrittore e saggista legato alla cerchia di Roland Barthes consente a Melioli l’acquisizione di strumenti euristici che si rivelano fondamentali per lo sviluppo della sua ricerca artistica orientata verso la riduzione del processo formale all’essenzialità di strutture geometriche anamorfiche.
Il suo linguaggio fa parte di uno dei “ritorni” alla materia e alla castità delle forme, chiamato, nel 1991, Neo-Geo (neo-geometric conceptualism). In quello stesso anno, con AnniNovanta, Renato Barilli storicizza la ricerca di Melioli nel quadro del Neo-minimalismo accanto ad artisti del New York’s East Village quali Jeff Koons, Ashley Bickerton, Haim Steinbach, e Peter Halley, oltre ad altri autorevoli esponenti europei quali John Armleder, Günther Förg, Stefano Arienti e Umberto Cavenago.
Con quella grande mostra allestita alla GAM di Bologna, ai Civici Musei di Rimini e alle Navi di Cattolica, Renato Barilli delineava uno spaccato internazionale della ricerca artistica occidentale che decretava una svolta epocale maturata verso la metà degli anni Ottanta. Al clima della citazione caratterizzato dalle diverse declinazioni della pittura gestuale del neo-espressionismo, era subentrato un ritorno alla sobrietà delle forme caratterizzato da freddi e impersonali linguaggi visivi e dall'utilizzo di oggetti e materie provenienti dalla civiltà della tecnica e della comunicazione.
Un segno tangibile che muove in uno stretto rapporto di coappartenenza con questo mutamento è dato dall'opera di Melioli. Un raffreddamento del mezzo espressivo sostenuto dall’utilizzo di tecnologie provenienti dalla metallurgia industriale e dagli automatismi che qualificano le nostre realtà produttive informatizzate.
Il suo linguaggio attinge risorse dal calcolo numerico, dal mondo delle scienze fisiche e matematiche, evidenziando le correlazioni possibili tra sistemi concettuali e fenomeni naturali. (R.Barilli)
Dagli inizi del 2000 la ricerca artistica di Melioli procede verso un’evoluzione della scultura oggettuale e comprende lo sviluppo di un linguaggio visivo strutturato su di una nuova astrazione geometrica articolata per adattarsi al quadro pittorico-bidimensionale e a quello tridimensionale delle forme plastiche.
2016 personale RES EXTENSA.
Nel 2014 ha partecipato alla Biennale dello Xinjiang curata da Peng Feng (già curatore del padiglione cinese alla 54ª Biennale le di Venezia del 2011) .